# Local Motors
Local Motors là một công ty sản xuất xe có động cơ của Mỹ tập trung vào sản xuất số lượng ít các thiết kế xe cơ giới nguồn mở sử dụng nhiều nhà máy micro. Nó được thành lập vào năm 2007 với trụ sở tại Phoenix, Arizona. Các phương tiện hiện tại của công ty bao gồm Rally Fighter, xe Strati và Swim in 3D. Công ty phát triển các phương tiện sử dụng In 3D và sử dụng các thiết kế xe được cung cấp bởi cộng đồng trực tuyến. Trong năm 2016, công ty đã giới thiệu một tàu con thoi chạy bằng điện tự hành tên Olli.

## Cộng đồng
Trang web của Local Motors là một cộng đồng tập trung vào đổi mới phương tiện. Nội dung được tạo ra bởi những người dùng thảo luận về thiết kế, kỹ thuật và xây dựng các phương tiện sáng tạo. Các thành viên đóng góp ý tưởng và dự án riêng của họ được thảo luận với cộng đồng.
Đồng sáng tạo là một kỹ thuật được sử dụng bởi Local Motors, General Electric và LEGO để tăng cường phát triển sản phẩm mới. Chọn các tổ chức đã hợp tác với công ty để tạo điều kiện đồng sáng tạo các sản phẩm của họ bao gồm cả quân đội Mỹ, Domino’s, và Airbus. Local Motors sử dụng đồng thiết kế đồng sáng tạo của khách hàng trong đó quá trình chọn lọc được thực hiện bởi cộng đồng của nó và một số tính năng như khung và cấu trúc được công ty kiểm duyệt. Thứ nhất, người dùng tạo ra thiết kế bản vẽ và ý tưởng trang trí theo phong cách riêng của họ. Mặc dù người dùng là người mới hoặc chuyên gia, tất cả người dùng đều có thể tham gia vào bước này. Sau khi người dùng trình bày thiết kế của họ trên trang web, thiết kế tốt nhất được lựa chọn bởi những người trong cộng đồng sẽ được phát triển bởi công ty. Cuối cùng, công ty sẽ tung ra chiếc xe đồng thiết kế vào thị trường. Sử dụng phương pháp Đồng sáng tạo, công ty thu hút sự tham gia và lòng trung thành của khách hàng.
Một trong những cuộc thi mang tính cộng đồng lớn nhất được tổ chức bởi Local Motors phối hợp với Airbus.

## Rally Fighter
Rally Fighter  là mô hình đầu tiên được sản xuất bởi Local Motors và là một phương tiện đi lại nguồn mở. Chiếc xe được giới thiệu trong năm 2009 sau 18 tháng phát triển, tạo thành một kỷ lục Thời gian ra mắt thị trường so với các tiêu chuẩn trong ngành công nghiệp ô tô, bằng cách áp dụng công nghệ tiên tiến và kỹ thuật tìm nguồn cung ứng đám đông. Như công ty tự mô tả, Rally Fighter là "một người tiên phong hoàn toàn có khả năng vượt địa hình, với các tiện nghi và xa xỉ của một xe trên đường hằng ngày".

## Strati
Phối hợp với Cincinnati Incorporated và Oak Ridge National Laboratory, Local Motors sản xuất Strati, chiếc xe điện in 3D đầu tiên trên thế giới. Quá trình in mất 44 giờ để hoàn thành, và đã được chứng kiến bởi một khán giả trực tiếp tại Triển lãm Công nghệ Sản xuất Quốc tế năm 2014 tại McCormick Place, Chicago. Chiếc xe bao gồm 50 bộ phận, ít hơn một chiếc xe truyền thống (được sản xuất với khoảng 30.000 bộ phận). Strati được thiết kế bởi Michele Anoè, một thành viên của cộng đồng Local Motors và được sản xuất với số lượng nhỏ để phục vụ các đối tác chiến lược, chẳng hạn như với NXP Semiconductors.

## LM3D Swim
Trong năm 2015, công ty ra mắt một chiếc xe 3D in tên là LM3D Swim. Nó được thiết kế bởi Kevin Lo, một thành viên của cộng đồng Local Motors. Các vật liệu được sử dụng là 80 phần trăm nhựa ABS và 20 phần trăm sợi carbon. Chiếc xe sử dụng công nghệ do IBM cung cấp cung cấp kết nối IoT. The Swim hiện đang được trưng bày tại trụ sở của công ty ở National Harbor, Maryland.

## Olli

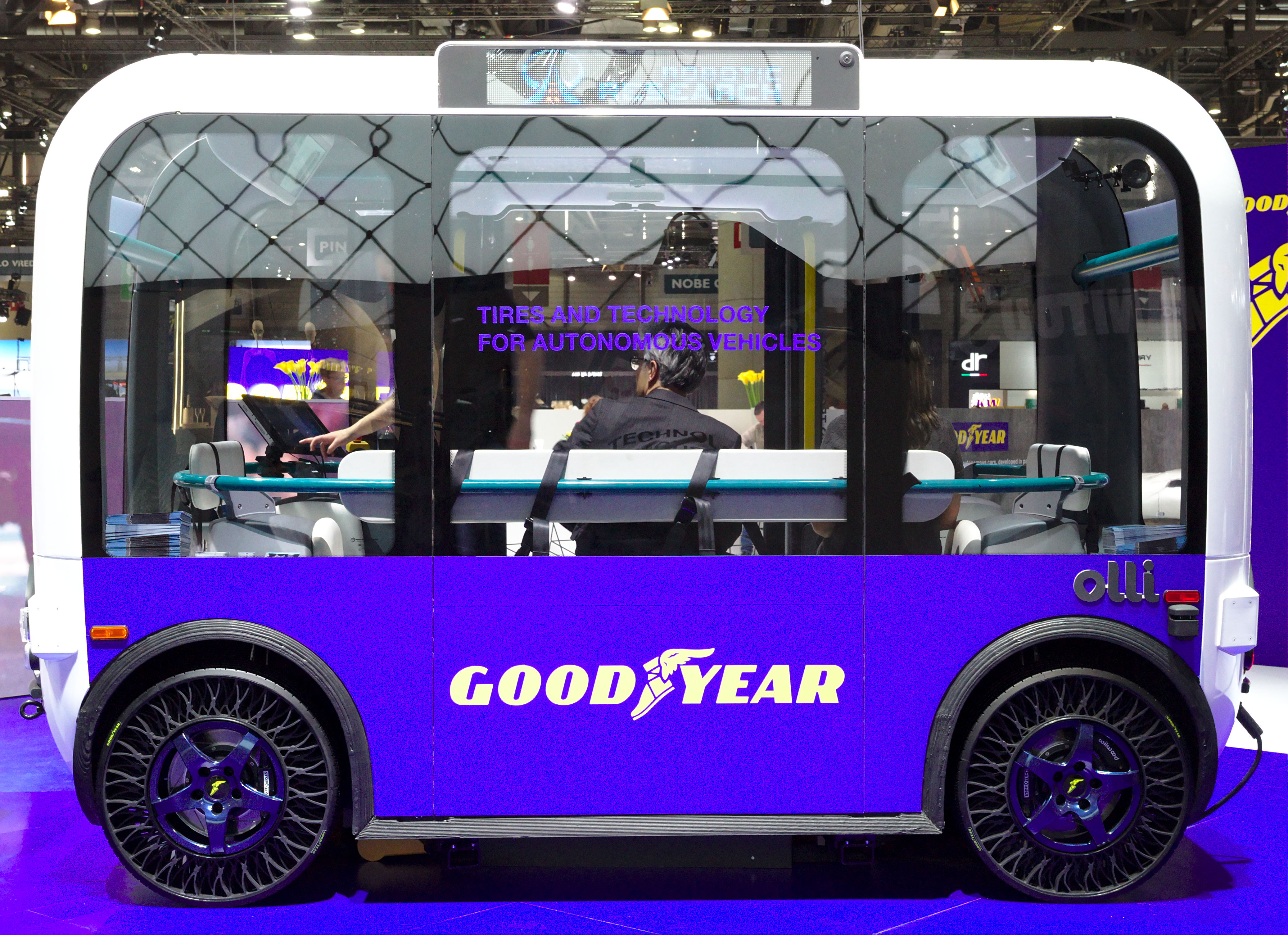
Olli

Trong năm 2016, công ty đã công bố một chiếc xe buýt chạy bằng điện tự hành. Chiếc xe được thiết kế bởi Edgar Sarmiento, ban đầu được đặt tên là "Berlino" từ Thách thức di động đô thị: Berlin 2030. Chiếc xe được xây dựng bởi Local Motors và có công nghệ IBM Watson được cài đặt để cung cấp trải nghiệm cá nhân hóa cho người lái. Chiếc xe đã được biểu diễn trực tiếp cho khán giả trực tuyến của họ trên Facebook Live tại một sự kiện truyền thông ở National Harbor. Chiếc xe vẫn đang được phát triển. Vào ngày 2 tháng 1 năm 2018, Local Motors đã nhận được một khoản hỗ trợ tài chính và hỗ trợ hoạt động trị giá 1 tỷ đô la cho các khách hàng của Olli từ Dịch vụ Giao thông Vận tải Elite (ETS) có trụ sở tại Florida với kinh phí bổ sung 20 triệu đô la từ Xcelerate tại Texas.
Olli được sản xuất tại Chandler, Arizona sử dụng các kỹ thuật sản xuất phụ gia, bao gồm In 3D. Công ty chưa công bố giá cả.
Quận Miami-Dade, bang Nevada và đô thị Vesthimmerland Đan Mạch bày tỏ sự quan tâm đến việc sử dụng Olli trên đường của họ.

## Địa điểm
Local Motors vận hành các cơ sở ở Phoenix, Knoxville và National Harbor. Công ty cũng tổ chức các sự kiện giáo dục tập trung vào các chủ đề công nghệ, khoa học và sản xuất. Mọi người có thể ghé thăm các địa điểm bán lẻ của họ ở Knoxville và National Harbor để mua hàng hóa bền vững và có nguồn gốc địa phương.
Tính đến tháng 2 năm 2017, Local Motors đã đóng cửa các địa điểm Chandler và Las Vegas của mình. Địa điểm ở Knoxville vẫn mở 